# Gerhard Neubert
Gerhard Neubert, född 12 juni 1909 i Johanngeorgenstadt, död 5 december 1993 i Diepholz, var en tysk Unterscharführer och sjukvårdare som tjänstgjorde i Auschwitz under andra världskriget. Vid Andra Auschwitzrättegången 1965–1966 dömdes han till tre och ett halvt års fängelse.

### Webbkällor
- ”Gerhard Neubert (1909–1993)” (på engelska). Wollheim Memorial. Arkiverad från originalet den 7 juli 2014. https://www.webcitation.org/6QtlVlPWJ?url=http://www.wollheim-memorial.de/en/gerhard_neubert_19091993. Läst 7 juli 2014.